# Costante di Viswanath
La costante di Viswanath è una costante matematica che si presenta in teoria dei numeri, più precisamente nello studio delle successioni di Fibonacci randomizzate. Il valore della costante di Viswanath è approssimativamente {\displaystyle 1,13198824\dots }.

## Definizione
La costante è definita come il tasso esponenziale con il quale cresce il valore assoluto medio di una successione di Fibonacci casuale. Una "successione di Fibonacci casuale" è una successione di numeri {\displaystyle F_{n}} con la seguente definizione ricorsiva: {\displaystyle F_{0}=1}, {\displaystyle F_{1}=1}, e
{\displaystyle F_{n}=\left\{{\begin{matrix}F_{n-1}+F_{n-2},&{\mbox{con probabilità }}{\frac {1}{2}},\\F_{n-1}-F_{n-2},&{\mbox{con probabilità }}{\frac {1}{2}}.\end{matrix}}\right.}
In altre parole, la decisione di sottrarre o sommare i due elementi precedenti della successione per ottenere il nuovo elemento è presa casualmente con probabilità un mezzo (come il lancio di una moneta).
In una successione così costruita, al tendere di {\displaystyle n} all'infinito la radice {\displaystyle n}-esima del valore assoluto del termine {\displaystyle n}-esimo della successione converge al valore della costante con probabilità {\displaystyle 1} (cioè, con eccezioni estremamente rare, o in linguaggio formale, quasi certamente). In simboli:
{\displaystyle {\sqrt[{n}]{|F_{n}|}}\to 1,13198824\dots {\text{ per }}n\to \infty {\text{ con probabilità }}1.}

## Spiegazione
La costante è stata scoperta da Divakar Viswanath nel 1999. Il suo lavoro sfrutta la teoria del prodotto di matrici casuali (sviluppata da Furstenberg e Kesten), l'albero di Stern-Brocot e un calcolo numerico basato sull'aritmetica a virgola mobile e validato dall'analisi dell'errore di arrotondamento. 
Il matematico scozzese Robert Simson ha dimostrato che per le normali successioni di Fibonacci (dove non si presenta la casualità del segno), il rapporto fra membri successivi converge alla sezione aurea, che è approssimativamente {\displaystyle 1,618}. Quindi, per {\displaystyle n} grande, la sezione aurea elevata alla potenza di {\displaystyle n} produce il termine {\displaystyle n}-esimo della successione, con precisione sorprendente.
La successione di Fibonacci casuale, definita sopra, è uguale alla successione di Fibonacci se si sceglie sempre il segno più. D'altra parte, se i segni sono scelti come meno-più-più-meno-più-più-..., allora otteniamo la successione {\displaystyle 1,1,0,1,1,0,1,1,\dots }. Tuttavia, questa ripetizione accade con probabilità {\displaystyle 0} in un esperimento casuale. Sorprendentemente, la radice {\displaystyle n}-esima di {\displaystyle |F_{n}|} converge a un valore fisso con probabilità {\displaystyle 1}.

## Importanza
Nel 1960, Hillel Furstenberg e Harry Kesten hanno mostrato che, per una classe generale di prodotti di matrici casuali, il valore assoluto della norma del prodotto di {\displaystyle n} fattori converge alla potenza di una costante fissa. A questa ampia classe di processi che generano successioni casuali appartiene anche la successione di Fibonacci casuale. La dimostrazione di Viswanath è stata significativa per i progressi nella tecnologia dei laser e nello studio del vetro.
Questa dimostrazione, specificando il valore della costante in un caso, ha aiutato a rendere quest'area più accessibile allo studio diretto. La costante di Viswanath può aiutare a spiegare il caso in cui i conigli possono uccidersi a vicenda. (Vedi successione di Fibonacci per l'originale formulazione come problema dei conigli.) Questo passo permette in molte applicazioni una simulazione più vicina agli scenari reali.